# Kanton Masevaux-Niederbruck
Kanton Masevaux-Niederbruck (fr. Canton de Masevaux-Niederbruck) je francouzský kanton v departementu Haut-Rhin v regionu Grand Est. Tvoří ho 59 obcí. Před reformou kantonů 2014 ho tvořilo 15 obcí.

## Obce kantonu
od roku 2015:
| - Altenach - Ballersdorf - Balschwiller - Bellemagny - Bernwiller - Bréchaumont - Bretten - Buethwiller - Burnhaupt-le-Bas - Burnhaupt-le-Haut - Chavannes-sur-l'Étang - Dannemarie - Diefmatten - Dolleren - Eglingen - Elbach - Eteimbes - Falkwiller - Friesen - Fulleren | - Gildwiller - Gommersdorf - Guevenatten - Guewenheim - Hagenbach - Le Haut Soultzbach - Hecken - Hindlingen - Kirchberg - Largitzen - Lauw - Magny - Manspach - Masevaux-Niederbruck - Mertzen - Montreux-Jeune - Montreux-Vieux - Mooslargue - Oberbruck - Pfetterhouse | - Retzwiller - Rimbach-près-Masevaux - Romagny - Saint-Cosme - Saint-Ulrich - Sentheim - Seppois-le-Bas - Seppois-le-Haut - Sewen - Sickert - Soppe-le-Bas - Sternenberg - Strueth - Traubach-le-Bas - Traubach-le-Haut - Ueberstrass - Valdieu-Lutran - Wegscheid - Wolfersdorf |

před rokem 2015:
- Bourbach-le-Haut
- Dolleren
- Kirchberg
- Lauw
- Masevaux
- Mortzwiller
- Niederbruck
- Oberbruck
- Rimbach-près-Masevaux
- Sentheim
- Sewen
- Sickert
- Soppe-le-Bas
- Soppe-le-Haut
- Wegscheid